# آرکادی هایراپتیان
آرکادی پطروسی هایراپتیان (ارمنی: Արկադի Պետրոսի Հայրապետյան؛ زاده ۴ ژوئن ۱۹۲۸ - درگذشته ۳۱ مارس ۱۹۹۳) کارگردان فیلم اهل ارمنستان بود. وی بین سال‌های ۱۹۵۶ تا ۱۹۹۳ میلادی فعالیت می‌کرد.

## زندگی‌نامه
وی در ۴ ژوئن ۱۹۲۸ در باکو در به دنیا آمد و از انستیتو دولتی هنری و نمایشی ایروان (۱۹۵۱) فارغ‌التحصیل گشت.  وی همچنین برنده جوایزی همچون چهره هنری شایسته ارمنستان شوروی (۱۹۸۰) شد. وی در ۳۱ مارس ۱۹۹۳ در سن ۶۴ سالگی در ایروان درگذشت.

## گزیده فیلم‌شناسی
| سال  | عنوان           | عنوان ارمنی            |
| ---- | --------------- | ---------------------- |
| ۱۹۸۲ | کوریولانوس      | Կորիոլան               |
| ۱۹۸۱ |                 | Գործուղում առողջարան   |
| ۱۹۷۸ | آرئویک          | Արևիկ                  |
| ۱۹۷۵ |                 | Շեկ ինքնաթիռ           |
| ۱۹۷۵ | دعوت رقص        | Պարի հրավեր            |
| ۱۹۷۴ | آرارات در بیروت | «Արարատ» -ը Բեյրութում |
| ۱۹۷۳ | پرتگاه          | Ժայռը                  |
| ۱۹۶۸ | برادران سارویان | Սարոյան եղբայրներ      |
| ۱۹۶۳ | آتش             | Կրակ                   |